# ولیکو اچییوو
ولیکو اچییوو (بوسنیایی: Veliko Očijevo) یک منطقهٔ مسکونی در بوسنی و هرزگوین است که در Drvar واقع شده‌است.